# Micah Hyde
Micah Anthony Hyde (ur. 10 listopada 1974 w Londynie) – jamajski piłkarz występujący na pozycji pomocnika.

## Kariera klubowa
Hyde karierę rozpoczynał w 1993 roku w zespole Cambridge United z Division Two. W 1995 roku przebywał na wypożyczeniu w fińskim trzecioligowym klubie Euran Pallo. Następnie wrócił do Cambridge, grającego już w Division Three.
W 1997 roku przeszedł do Watfordu z Division Two. W sezonie 1997/1998 awansował z nim do Division One, a w sezonie 1998/1999 do Premier League. W lidze tej zadebiutował 14 sierpnia 1999 w wygranym 1:0 meczu z Liverpoolem, a 22 stycznia 2000 w przegranym 2:3 pojedynku z Bradford City strzelił pierwszego gola w Premier League. W sezonie 2000/2001 zajął z Watfordem 20. miejsce w lidze i spadł z nim do Division One. Graczem Watfordu był do końca sezonu 2003/2004.
W 2004 roku Hyde odszedł do Burnley, także grającego w Championship. Na początku 2007 roku przeniósł się do stamtąd do Peterborough United z League Two. W sezonie 2007/2008 awansował z nim do League One. W Peterborough grał do 2008 roku. Potem występował w zespołach Woking (Conference National) oraz Barnet (League Two), a także w amatorskich drużynach Billericay Town, Aveley, St Albans City oraz Ware. W 2016 roku zakończył karierę.
W Premier League rozegrał 34 spotkania i zdobył 3 bramki.

## Kariera reprezentacyjna
W latach 2001–2004 w reprezentacji Jamajki Hyde rozegrał 17 spotkań i zdobył 1 bramkę.